# لويس لا فيوينت
لويس لا فيوينت (بالإسبانية: Luis La Fuente) هو مدرب كرة قدم ولاعب كرة قدم بيروفي في مركز الدفاع، ولد في 8 يونيو 1947 في كاياو في بيرو. شارك مع منتخب بيرو لكرة القدم. أما مع النوادي، فقد لعب مع بوكا جونيورز ونادي يونيفرسيتاريو.